# Cueva de las Manos
Die Cueva de las Manos (span. für „Höhle der Hände“) ist eine Höhle im Südwesten Argentiniens, gelegen im Norden der Provinz Santa Cruz. Sie ist bekannt für ihre Höhlenmalereien und wurde deshalb 1999 von der UNESCO zum Weltkulturerbe ernannt.
Ihren Namen erhielt die Höhle, da ein Großteil der Höhlenmalereien aus Handnegativen besteht.

## Lage

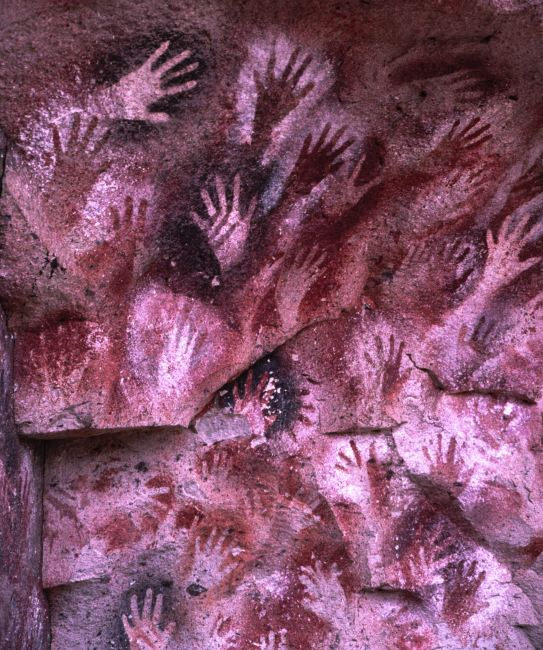
Handabdrücke (Gruppe C)

Die Höhle ist circa 20 Meter tief, 10 Meter hoch und 15 Meter breit. Sie liegt in der Schlucht des Río Pinturas, einem Zufluss des Río Deseado, des bedeutendsten Flusses im Norden der Provinz. Die Umgebung der Schlucht ist eine steppenhafte, leicht hügelige Meseta-Landschaft.
155 km nördlich liegt die Kleinstadt Perito Moreno, die Ausgangspunkt für touristische Touren zur Höhle ist.

## Entdeckung und Erforschung
Die Höhle wurde 1941 vom Mönch Alberto M. de Agostini entdeckt, der sie als erster fotografierte. Um 1950 wurde sie von Archäologen erforscht, darunter Rex González und Milcíades Vignati. Ab den 1960er Jahren ist insbesondere der Topograf und Archäologe Carlos J. Gradin als Erforscher der Höhle und umliegenden Region hervorzuheben.

## Höhlenmalereien
Die Malereien datieren von 9.000 bis 3.000 BP. Sie werden je nach Stil in drei Gruppen eingeteilt, die die Buchstaben A, B, und C tragen.
Zwar ist die Cueva de las Manos dabei die bedeutendste Fundstätte, jedoch existieren auch in anderen Höhlen sowie an Felswänden in der Schlucht vergleichbare Malereien. Die Farbe der Malereien besteht aus Gips und Eisenoxiden (Hämatit).

### Gruppe A
Die Gruppe A ist die mit dem höchsten künstlerischen Niveau. Sie besteht vor allem aus Jagdszenen, in denen Guanakos und Menschen dargestellt sind, dabei sind die Menschen kleiner gemalt als die Guanakos. Die menschlichen Figuren sind in mehreren Posen dargestellt, die ein bemerkenswertes Darstellungsvermögen für Beweglichkeit offenbaren. Die Malereien dieser Gruppe sind in schwarz, ockergelb, hellrot und violett gehalten.

### Gruppe B
In der Gruppe B befinden sich vor allem statische menschliche Figuren mit kleinen Köpfen, Darstellungen von Guanakos, Abdrücke von Händen und diverse abstrakte Darstellungen, wie Kreise, Spiralen, Punktreihen, Schlangenlinien und Rechtecke. Die Malereien sind farblich in schwarz und violett gehalten.

### Gruppe C
Die Gruppe C besteht aus Darstellungen von Händen in negativer Form, es wurde also der Umriss der Hand durch Übermalung dargestellt, sowie relativ großen menschlichen Figuren. Es dominieren rote Farbtöne.

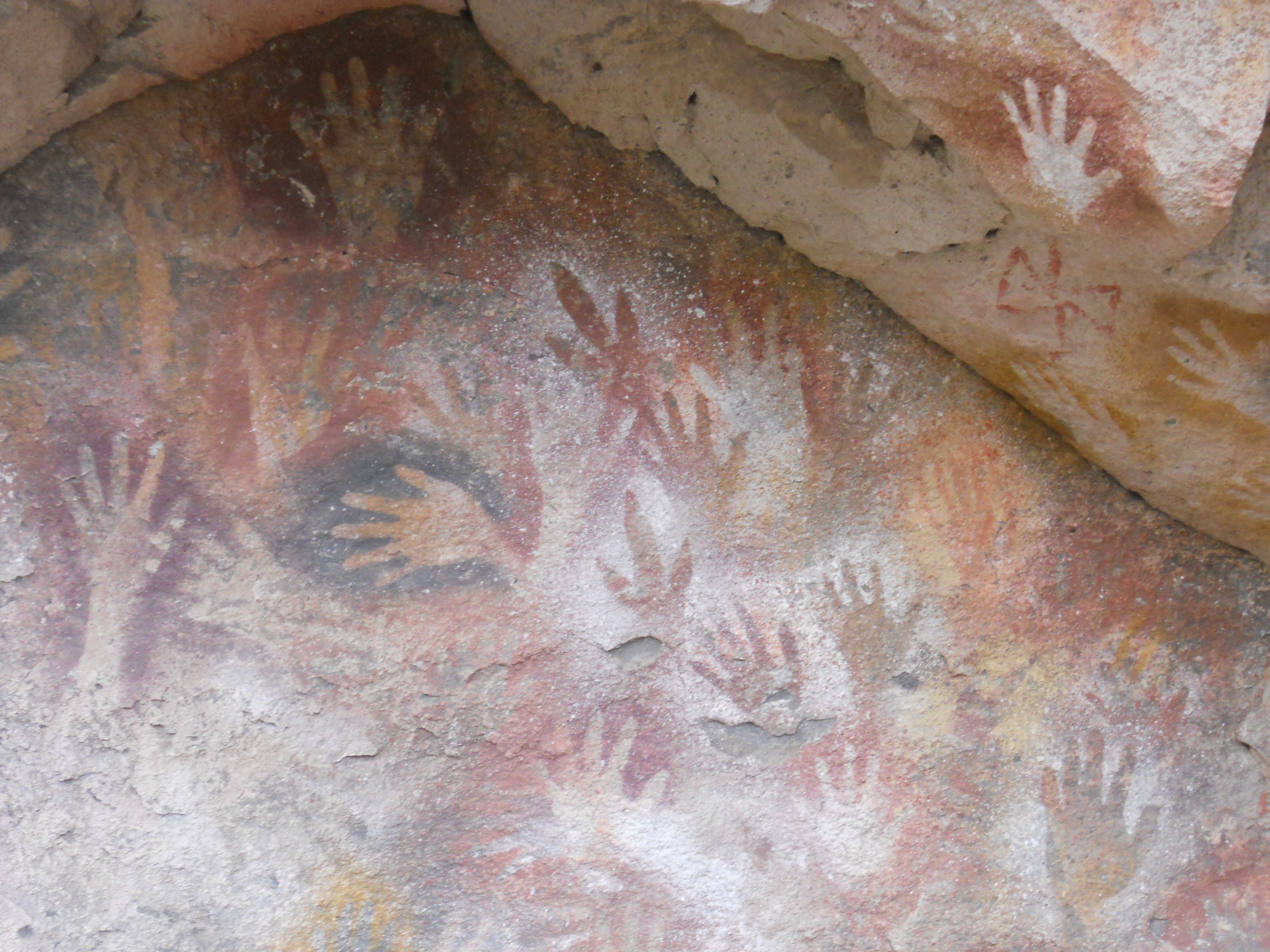
Handabdrücke, zwischen denen sich Abdrücke von Nandu-Pfoten befinden
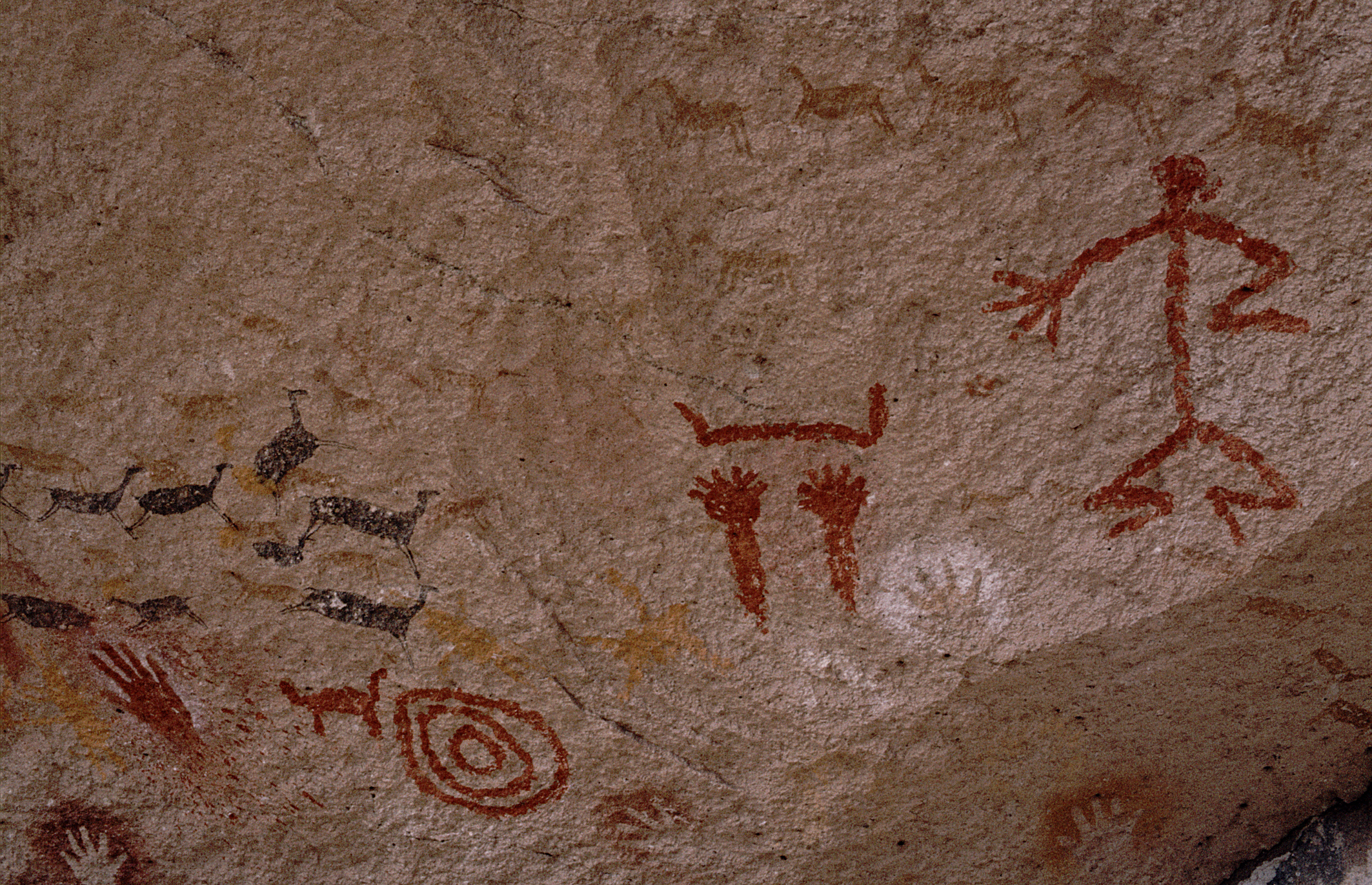
Höhlenmalereien in der Cueva de las Manos, Río Pinturas, Argentinien
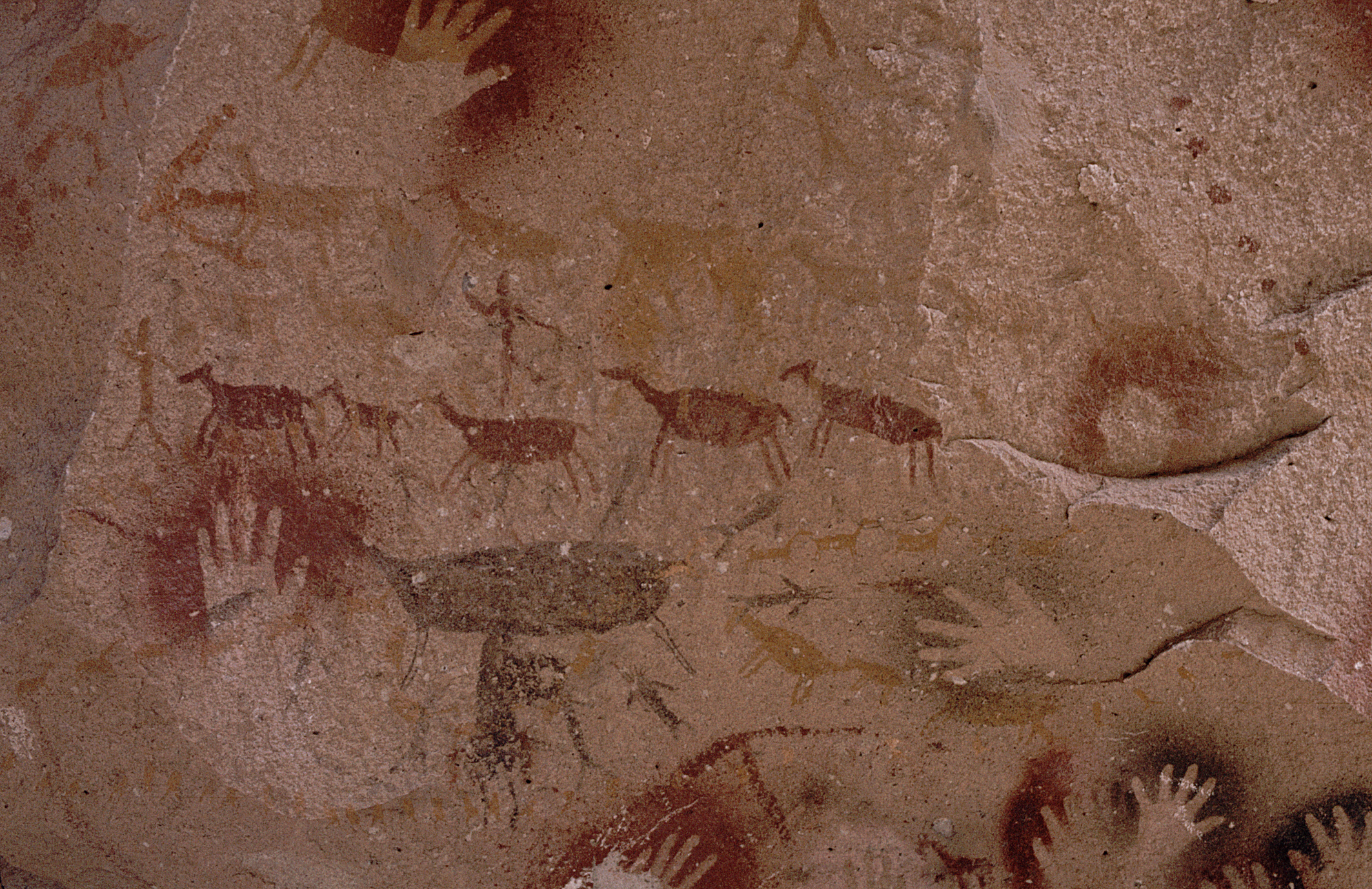
Gruppe B
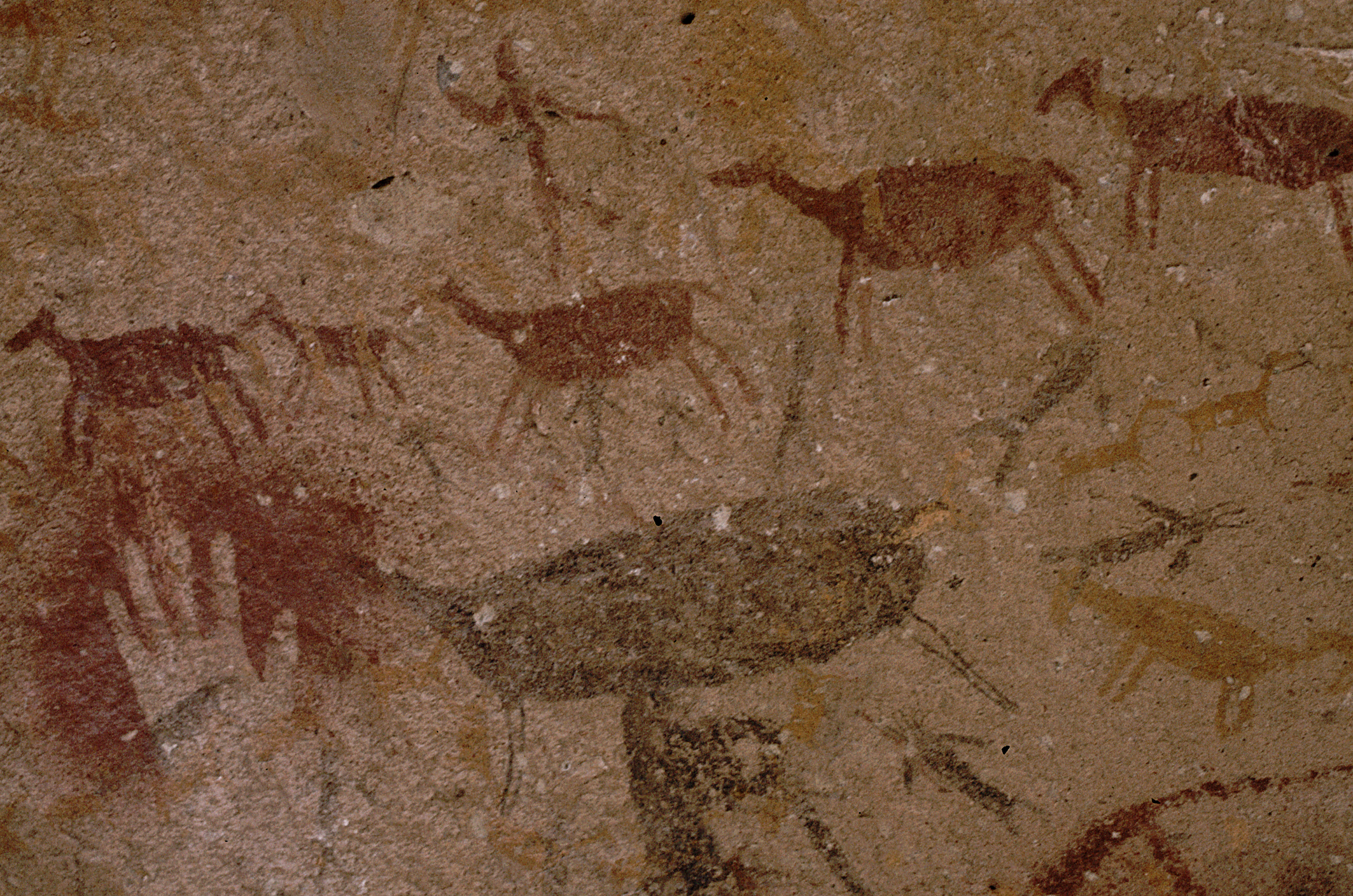
Gruppe B
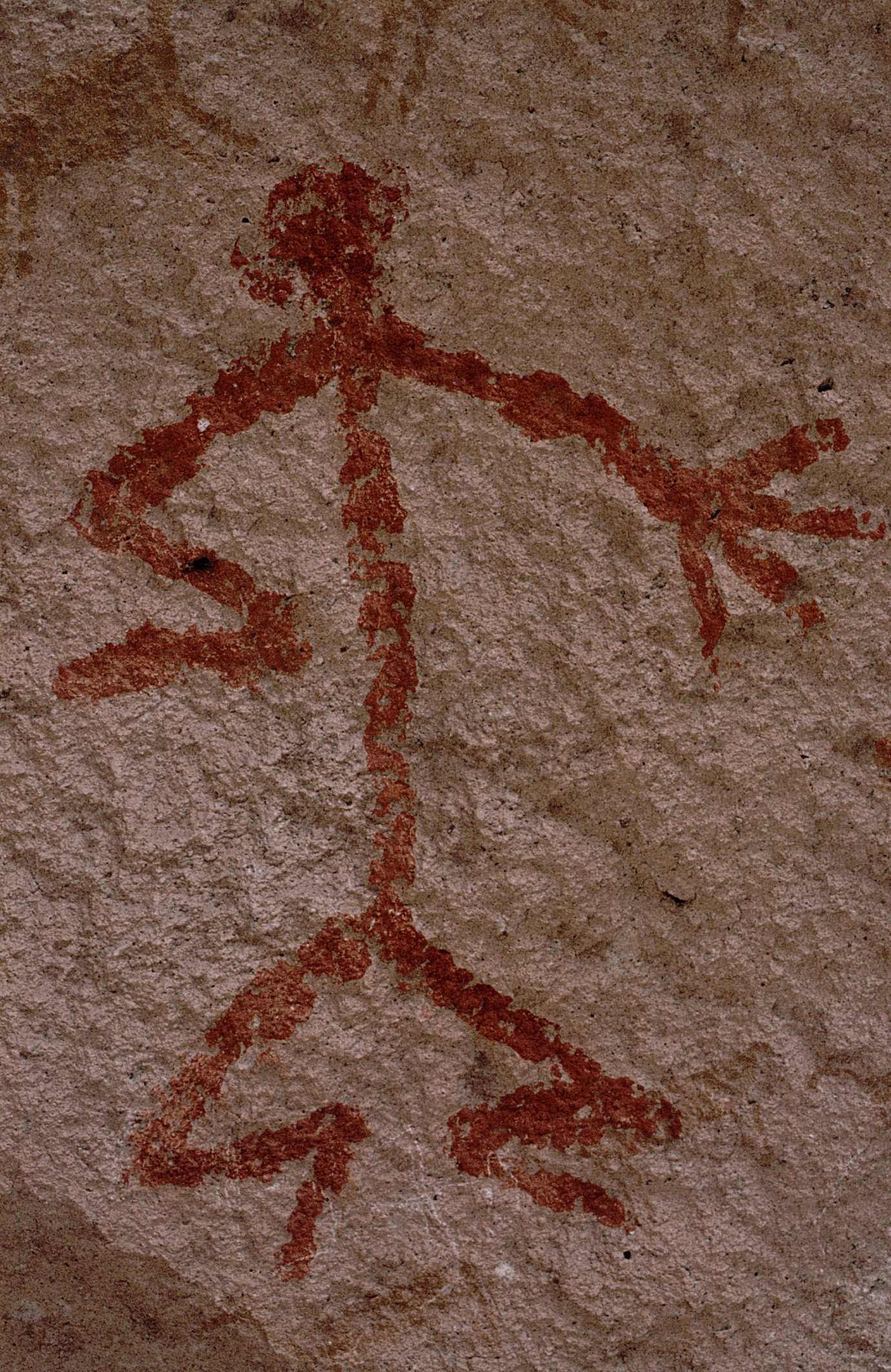
Gruppe B (spiegelverkehrter Ausschnitt aus dem zweiten Bild von links)